# Scottish Division A 1946-1947
La Scottish Division A 1946-1947  è stata la 50ª edizione della massima serie del campionato scozzese di calcio, disputato tra il 14 agosto 1946 e il 17 maggio 1947 e concluso con la vittoria dei Rangers, al loro venticinquesimo titolo.
Capocannoniere del torneo è stato Robert Mitchell (Third Lanark) con 22 reti.
È stato il primo campionato dopo la sospensione bellica dovuta alla seconda guerra mondiale.

## Stagione

### Aggiornamenti
Con la fine della seconda guerra mondiale, la Federazione scozzese decise di riformare i campionati andando a comporre le tre divisioni secondo un criterio che non derivava dalle posizioni ottenute nell'ultimo campionato disputato, bensì si procedette per elezione. Così facendo, la nuova Division A (nome adottato al posto di Division One) fu composta da sole 16 squadre (invece delle consuete 20). Furono escluse il St. Johnstone, l'Ayr Utd, l'Albion Rovers e l'Arbroath giunti ripesttivamente 8º, 14º , 16º e 17º nel campionato precedente. Inoltre furono escluse anche il Cowdenbeath e l'Alloa Athletic, rispettivamente 1° e 2° al termine della Scottish Division Two 1938-1939 e che avevano guadagnato di diritto la partecipazione alla massima serie.
Furono invece ammesse il Queen's Park, giunto penultimo la stagione precedente, e il Morton giunto 12° in Divisio Two.

## Classifica finale
Fonte:
|  | Pos. | Squadra             | Pt | G  | V  | N  | P  | GF | GS | QR    |
|  | ---- | ------------------- | -- | -- | -- | -- | -- | -- | -- | ----- |
|  | 1.   | Rangers             | 46 | 30 | 21 | 4  | 5  | 76 | 26 | 2,923 |
|  | 2.   | Hibernian           | 44 | 30 | 19 | 6  | 5  | 69 | 33 | 2,091 |
|  | 3.   | Aberdeen            | 39 | 30 | 16 | 7  | 7  | 58 | 41 | 1,415 |
|  | 4.   | Hearts              | 38 | 30 | 16 | 6  | 8  | 52 | 43 | 1,209 |
|  | 5.   | Partick Thistle     | 35 | 30 | 16 | 3  | 11 | 74 | 59 | 1,254 |
|  | 6.   | Morton              | 34 | 30 | 12 | 10 | 8  | 58 | 45 | 1,289 |
|  | 7.   | Celtic              | 32 | 30 | 13 | 6  | 11 | 53 | 55 | 0,964 |
|  | 8.   | Motherwell          | 29 | 30 | 12 | 5  | 13 | 58 | 54 | 1,074 |
|  | 9.   | Third Lanark        | 28 | 30 | 11 | 6  | 13 | 56 | 64 | 0,875 |
|  | 10.  | Clyde               | 27 | 30 | 9  | 9  | 12 | 55 | 65 | 0,846 |
|  | 11.  | Falkirk             | 26 | 30 | 8  | 10 | 12 | 62 | 61 | 1,016 |
|  | 12.  | Queen of the South  | 26 | 30 | 9  | 8  | 13 | 44 | 69 | 0,638 |
|  | 13.  | Queen's Park        | 22 | 30 | 8  | 6  | 16 | 47 | 60 | 0,783 |
|  | 14.  | St. Mirren          | 22 | 30 | 9  | 4  | 17 | 47 | 65 | 0,723 |
|  | 15.  | Kilmarnock          | 21 | 30 | 6  | 9  | 15 | 44 | 66 | 0,667 |
|  | 16.  | Hamilton Academical | 11 | 30 | 2  | 7  | 21 | 38 | 85 | 0,447 |

Legenda:
      Campione di Scozia.
      Retrocesso in Scottish Division B 1947-1948.
Regolamento:
Due punti a vittoria, uno a pareggio, zero a sconfitta.
A parità di punti, le posizioni in classifica venivano determinate sulla base del quoziente reti.